# 福岡県立三井高等学校
福岡県立三井高等学校（ふくおかけんりつみいこうとうがっこう）は、福岡県小郡市松崎にある県立高等学校。

## 沿革
- 1914年
  - 4月1日 - 三井郡立石村外4か村組合立松崎実業女学校創立。
  - 10月9日 - 文部大臣より開校許可。
- 1921年4月1日 - 郡営移管、三井郡立三井女学校と改称。
- 1923年4月1日 - 県営移管、福岡県立三井実業女学校と改称。
- 1930年3月1日 - 福岡県三井高等実業女学校と改称。
- 1939年4月1日 - 福岡県三井高等女学校と改称。
- 1942年10月9日 - 創立30周年記念式。
- 1946年4月1日 - 専攻科設置。
- 1948年4月1日 - 福岡県立三井高等学校と改称、併置中学設置。
- 1949年3月31日 - 併置中学廃止。
- 1953年4月1日 - 家庭（被服）科設置。
- 1958年3月31日 - 定時制課程廃止。
- 1983年4月 - 普通科体育コース（現・スポーツ健康コース）設置。
- 1993年4月1日 - 被服科廃止。
- 1994年4月 - 普通科福祉教養コース設置。
- 2011年 - 新校舎完成

## 校訓
- 自律・礼節・剛健

## 学科
全日制
- 普通科
- 一般コース
- スポーツ健康コース
- 福祉教養コース

## 主要行事
- 規律と友情の体験学習
- 集団行動発表会
- クラスマッチ
- 体育祭（以前は隔年開催だったが、1992年より毎年開催）
- 三井高フェア
- マラソン大会
- スキー修学旅行
- インターンシップ（就労体験）

## 特徴
- 普通科体育コース（現スポーツ健康コース）は県下初の設置。
- レスリングは全国レベル。
- スイーツ部は2019年度第57回学校高等学校家庭クラブ研究発表大会で文部科学大臣賞を受賞し優勝。
- 普通科福祉教養コースは、西日本初、現在でも県下唯一の設置校。
- 少子化の影響で募集定員が減少傾向にある中、1994年度より5学級、1995年度より6学級と、筑後地区では珍しく募集定員が増加した。ちなみに、この間同じ小郡市内にある福岡県立小郡高等学校は11学級から6学級にまで減少したのとは対照的である。なお、2006年度より再び1学級減の5学級となった。
- 外周のサクラ並木は非常に美しい。

## 著名な出身者
- 帆足和幸（プロ野球・埼玉西武ライオンズ→福岡ソフトバンクホークス投手）
- 池松和彦（アマチュアレスリング選手。アテネオリンピック日本代表・5位入賞）
- 米倉照恭（陸上競技選手（棒高跳）。アトランタオリンピック日本代表）
- 大土井裕二（元・チェッカーズ・ベーシスト）
- 組坂繁之（部落解放同盟中央本部執行委員長）
- 田中章仁 (総合格闘家、レスリング選手、のちに同校教員)
- 植田真衣（シンガーソングライター）
- YOUJI（The whisper・ボーカリスト）
- DJ脇 (DJ/レペゼン地球/Repezen Foxx)

## 通学区域
- 普通科は福岡県第八学区（田主丸町、三潴町、城島町を除く久留米市、小郡市、三井郡）ならびに第七学区のうち朝倉市の旧甘木市域と朝倉郡筑前町
- スポーツ健康コース、福祉教養コースは福岡県内全域

## 交通アクセス
生徒の主な通学手段
- 鉄道: 甘木鉄道
- バイク通学可（条件有）

最寄りの鉄道駅
- 甘木鉄道「松崎駅」より徒歩5分

最寄りの道路
- 国道500号
- 大分自動車道「筑後小郡IC」より車で5分